# Дейли, Виктор
Виктор Дейли (англ. Victor Daley, 5 сентября 1858 — 29 декабря 1905) — австралийский поэт-романтик.

## Биография
Родился в Наване, Ирландия 5 сентября 1858 года. Сын Уильяма Джона Дейли, солдата британской индийской армии, и Мэри Джейн (Моррисон). Получил образование в школе Конгрегации христианских братьев в городе Девонпорт в Англии. Тем не менее, образование Дейли было поверхностным, так как мальчик предпочитал учёбе странствование по сельским местностям и посещение различных исторических и культурных мест.
В 1878 году отправился на корабле в Южную Австралию, где имел связи, однако высадился в Сиднее. Заработав там достаточно средств, Виктор Дейли перебрался в Аделаиду, где работа клерком и подрабатывал в местной газете. В 1880 году по пути в Новую Каледонию попал в Мельбурн, однако, потеряв все свои деньги, оставил надежду добраться до французского острова. После этого работал внештатным журналистом и писателем в местных газетах Мельбурна и Сиднея. Во время пребывания в Мельбурне познакомился сначала с писателем Маркусом Кларком, а в Сиднее — с известным поэтом Генри Кендаллом.
Умер 29 декабря 1898 года из-за туберкулёза недалеко от Сиднея, оставив без средств жену и четырёх детей.

## Литературная деятельность
В литературной деятельность Виктор Дейли использовал псевдоним Крив Роу. Первые свои произведения публиковал в журнале «Bulletin». Многие литературные критики того времени отмечали лиричность и меланхоличность его ранних произведений. В 1898 году был опубликован его первый поэтический сборник «На рассвете и в сумерках» (англ. At Dawn and Dusk), который был принят общественностью крайне благосклонно. Сборники «Стихотворения» (1908) и «Вино и розы» (1911) были опубликованы посмертно.
В годы своей жизни Виктор Дейли получил известность благодаря лирической поэзии (лучшие его произведения были написаны в 1880—1890-х годах). В конце 1890-х годов он был известен больше как кельтский поэт. В целом, на его творчество значительно повлияли революционные настроения и атмосфера ирландских легенд, которая царила в семье. Многие его сатирические стихи (преимущественно в форме баллад) на социально-политические темы не воспринимались серьёзно его современниками. Интерес к ним возрос только в 1940-х годах.